# Стокгольмская конвенция о стойких органических загрязнителях

Страны, подписавшие и ратифицировавшие Стокгольмскую конвенцию

Стокгольмская конвенция о стойких органических загрязнителях (англ. Stockholm Convention on Persistent Organic Pollutants) — международный природоохранный договор, подписанный 22 мая 2001 года в Стокгольме (Швеция) и вступивший в силу 17 мая 2004 года, направленный на ликвидацию или ограничение производства и использования стойких органических загрязнителей (СОЗ).

## Стокгольмская конвенция
Переговоры по Конвенции, инициированные ООН, в частности её международной программой по химической безопасности, были завершены 23 мая 2001 года в Стокгольме. Конвенция вступила в силу 17 мая 2004 года при ратификации её первоначально 128 участниками (всего подписало Конвенцию на тот момент 151 сторона). Подписавшиеся в конвенции закрепили обязательства по запрещению производства и использованию (за исключением некоторых пунктов) двенадцати химических веществ из списка СОЗ, ограничить использование ДДТ для контроля малярии, и по разработке программ по пресечению ненамеренного образования диоксинов и фуранов.
На 26 сентября 2019 года количество стран, присоединившихся к Конвенции, достигло 183.

### Ратификация Стокгольмской конвенции в России
Конвенция подписана Россией 22 мая 2002 года в городе Нью-Йорке (постановление Правительства Российской Федерации от 18.05.2002 № 320). Первая попытка ратификации была предпринята 11 октября 2004 года, вторая в 2007 году, но оба раза законопроекты были отклонены. Несмотря на это, существовала национальная стратегия и национальный координационный совет (а также региональные советы) по реализации конвенции о СОЗ.
Стокгольмская конвенция была ратифицирована только с принятием Федерального закона от 27.06.2011 № 164-ФЗ «О ратификации Стокгольмской конвенции о стойких органических загрязнителях». Данный закон ратифицирует Конвенцию в редакции от 22 мая 2001 года, то есть в той редакции, в которой она и была подписана в 2002 году. При этом Российская Федерация реализовала для себя имеющуюся в тексте Конвенции возможность для государства организовать режим, согласно которому любая новая поправка к приложениям А, В или С Конвенции будет вступать в силу для Российской Федерации лишь после процедуры ратификации, принятия, одобрения или присоединения к такой поправке.

## Список СОЗ

### Первоначальный список
Во время декларации в 2001 году в список Стокгольмской конвенции о СОЗ были включены следующие двенадцать соединений.
1. Дихлордифенил-трихлорэтан (ДДТ; инсектицид, устойчив к разложению, накапливается в пищевой цепи, токсичен для многих организмов, подавляет репродуктивную функцию хищных птиц).
2. Альдрин (пестицид-инсектицид, первоначально инсектицидного действия, оказавшийся токсичным для рыб, птиц и человека).
3. Дильдрин (пестицид, производное альдрина; в почве альдрин быстро превращается в дильдрин, который имеет период полувыведения из почвы 5 лет, в отличие от 1 года для альдрина).
4. Эндрин (пестицид — инсектицид и дератизатор; высокотоксичен для рыб).
5. Хлордан (инсектицид против термитов, оказавшийся токсичным для рыб, птиц; у человека воздействует на иммунную систему, потенциальный канцероген).
6. Мирекс (инсектицид против муравьев и термитов, не токсичен для человека, но является потенциальным канцерогеном).
7. Токсафен (инсектицид против клещей, является потенциальным канцерогеном).
8. Гептахлор (инсектицид, применялся против почвенных насекомых, оказался токсичен для птиц; скорее всего, привел к уничтожению локальных популяций канадских гусей и американской пустельги в бассейне реки Колумбия в США; потенциальный канцероген).
9. Полихлорированные дифенилы (ПХД).
10. Гексахлорбензол (ГХБ) (пестицид-фунгицид, воздействует на репродуктивные органы).
11. Полихлордибензодиоксины (ПХДД).
12. Полихлордибензофураны (ПХДФ; дибензофураны по структуре очень похожи на диоксины и многие их токсические эффекты совпадают).

Список данных соединений приведен в конвенции в качестве приложений:
- A (запрещение производства и ликвидация — пп. 2—8);
- B (ограничение использования — ДДТ);
- C (непреднамеренное производство — ГХБ, ПХД и ПХДД/ПХДФ).

Пп. 9, 11 и 12 — это не конкретные соединения, а целые группы высокотоксичных соединений. В соответствии со статьёй 8 Стокгольмской конвенции существует возможность расширения данного списка путём добавления новых соединений и групп соединений в приложения А, B и C.

### Дополнительный список
После четвертого съезда сторон конвенции, состоявшегося с 4 по 8 мая 2009 года было принято решение (индекс SC-4/12) о включении 9 дополнительных органических соединений:
1. Альфа гексахлорциклогексан (в приложение А);
2. Бета гексахлорциклогексан (в приложение А);
3. Хлордекан (в приложение А);
4. Гексабромбифенил (в приложение А);
5. Гекса- и Гептабромбифениловый эфир (в приложение А);
6. Линдан (в приложение А);
7. Пентахлорбензол (в приложение А и С);
8. Перфтороктановый сульфонат, его соли и перфтороктанового сульфонилфторида (в приложение В);
9. Тетрабромдифениловый эфир и пентабромдифениловый эфир (в приложение А).